# Сигиберт Хромой
Сигибе́рт Хромо́й (фр. Sigebert le Boiteux; убит в 507) — король рипуарских франков в Кёльне. Известно, что он правил в 496 году и являлся родственником короля салических франков Хлодвига I. Своё прозвище получил после ранения в колено в битве с алеманнами.

## Биография
Никакой документ не называет точную дату рождения Сигиберта. Определенно можно сказать, что он родился в период не ранее 469 года и не позднее 496 года.
Для того чтобы противостоять натиску соседних алеманнов, рипуарские франки заключили союз с бургундами, и в 469 году тогда ещё франкский принц Сигимер сочетался в Лионе браком с бургундской принцессой. За этим последовал напряжённый период отношений с салическими франками, так как Гундиох, король бургундов и magister militum (военный магистр) Римской империи был соперником другому magister militum Эгидию, союзнику салических франков.
Во время правления Сигиберта, мир, и даже сотрудничество, между салическими и рипуарскими франками были восстановлены. Сигиберт не принял участия в битве при Суассоне в 486 году, когда Хлодвиг сражался с наместником северной Галлии Сиагрием. Сигиберт был занят защитой восточных границ франкского королевства от алеманнов. В 496 году алеманнам удалось завоевать королевство рипуарских франков и Сигиберт призвал Хлодвига на помощь. Два короля дали бой при Толбиаке, разбили и изгнали алеманнов. В бою Сигиберту была нанесена рана в колено, которая впоследствии привела к хромоте и король получил прозвище «Хромой». Эта победа над алеманнами, вероятно, обернулась захватом региона с городом Мец. Действительно, этот регион, бывший в руках алеманнов в 480 году, является частью Франкского королевства, согласно космографу из Равенны, который взял эту информацию у остготского географа Атанариха, который создал свои карты между 496 и 507 годами.
В 507 году Сигиберт послал часть своих войск, ведомых своим сыном Хлодерихом, в помощь Хлодвигу в его войне с вестготским королём Аларихом II, который был в итоге разбит франками в битве при Вуйе (недалеко от Пуатье) в Аквитании. Согласно Григорию Турскому, в конце этой кампании Хлодвиг побудил Хлодерика умертвить своего отца, что тот и сделал на охоте в Буконском лесу. Однако Годфруа Курт, мнение которого поддержал также Жорж Бордоне, находил несоответствия в рассказе Григория Турского и утверждал, что Сигиберт погиб, попав в засаду, без всякого участия со стороны Хлодерика.

## Семья

### Происхождение
Григорий Турский ничего не говорит о происхождении Сигиберта, кроме того, что Хлодвиг и Сигиберт были родственниками.
Некоторые авторы считают, что франкскими королевствами управляли члены одной династии. Так Годфруа Курт называл франкских королей, устранённых Хлодвигом, потомками Хлодиона Длинноволосого; Карл Фердинанд Вернер писал о разделе различных королевств между членами одной династии; Кристиан Сеттипани считал, что франкские короли (Хлодвиг, Рагнахар, Рихар, Харарих и Сигиберт Хромой) происходят от Хлодиона Длинноволосого; и Франц Стаэб упоминал о «меровингской династии на Рейне» или «рейнской отрасли меровингской династии».
Существует генеалогия, составленная в Нейстрии между 584 и 629 годами, которая, хотя и содержит ряд ошибок, упоминает Хлодебауда, сына Хлодиона, и утверждает, что Хлодебауд — предшественник Хлодерика. Другая генеалогия франкских королей, составленная в Австразии в 629 или 639 году, которая, вероятно, является также интерполяцией списка салических королей, тоже говорит о Хлодебауде, сыне Хлодиона.
В 469 году Сидоний Аполлинарий рассказывал в своём письме о приезде в Лион принца по имени Сигимер, который сочетался браком с бургундской принцессой. Описание его костюма позволяет идентифицировать этого Сигимера как рипуарского франка. Хлодерик, старший сын Сигиберта, родился примерно в 485 году, таким образом, Сигиберт родился самое позднее в 465 и не мог быть сыном женатого в 469 году Сигимера. Он являлся, более вероятно, братом и мог бы быть сыном Хлодебауда.

### Потомки
Жена Сигиберта неизвестна. От неё он имел нескольких детей:
- Хлодерих (ок. 485—509) — король Кёльна, как рассказывает Григорий Турский.
- Балдерик — священник и соучредитель аббатства Сен-Пьер-ле-Дам в Реймсе.
- святая Бева или Боба — соучредительница и первая аббатиса монастыря Сен-Пьер-ле-Дам в Реймсе.

Эти последние два имени даны Флодоардом в его «Истории Римской церкви»: здесь уточняется, что они — дети короля Сигиберта. Так как основание аббатства осуществилось при помощи святого Ремигия (437—533), этот король не может быть Сигибертом I. Хронологически это мог быть только Сигиберт Хромой.

### Гипотетическая генеалогия
|         |         |         |         |         |         |  |  |                                                   |                                                   |                                                   |                                                   |                                                   |                                                   |                                           |                                           |                                               |                                               |                                               |                                               | Хлодион Длинноволосый († 451) король франков  |                                               |  |  |                                                     |                                                     |                                                     |                                                     |                                                     |                                                     |                                          |                                          |                                          |                                          |                                          |                                          |                                         |                                         |                                         |                                         |                                         |                                         |                    |                    |                    |                    |  |  |                                        |                                        |                                        |                                        |                                        |                                        |  |  |  |  |  |  |  |  |  |  |  |  |  |  |  |  |  |  |  |  |  |  |  |  |  |  |  |  |  |  |  |  |
|         |         |         |         |         |         |  |  |                                                   |                                                   |                                                   |                                                   |                                                   |                                                   |                                           |                                           |                                               |                                               |                                               |                                               |                                               |                                               |  |  |                                                     |                                                     |                                                     |                                                     |                                                     |                                                     |                                          |                                          |                                          |                                          |                                          |                                          |                                         |                                         |                                         |                                         |                                         |                                         |                    |                    |                    |                    |  |  |                                        |                                        |                                        |                                        |                                        |                                        |  |  |  |  |  |  |  |  |  |  |  |  |  |  |  |  |  |  |  |  |  |  |  |  |  |  |  |  |  |  |  |  |
|         |         |         |         |         |         |  |  |                                                   |                                                   |                                                   |                                                   |                                                   |                                                   |                                           |                                           |                                               |                                               |                                               |                                               |                                               |                                               |  |  |                                                     |                                                     |                                                     |                                                     |                                                     |                                                     |                                          |                                          |                                          |                                          |                                          |                                          |                                         |                                         |                                         |                                         |                                         |                                         |                    |                    |                    |                    |  |  |                                        |                                        |                                        |                                        |                                        |                                        |  |  |  |  |  |  |  |  |  |  |  |  |  |  |  |  |  |  |  |  |  |  |  |  |  |  |  |  |  |  |  |  |
|         |         |         |         |         |         |  |  |                                                   |                                                   |                                                   |                                                   | Меровей († 457) король салических франков         | Меровей († 457) король салических франков         | Меровей († 457) король салических франков | Меровей († 457) король салических франков | Меровей († 457) король салических франков     | Меровей († 457) король салических франков     |                                               |                                               |                                               |                                               |  |  |                                                     |                                                     |                                                     |                                                     |                                                     |                                                     | Хлодебальд король франков (рипуарских ?) | Хлодебальд король франков (рипуарских ?) | Хлодебальд король франков (рипуарских ?) | Хлодебальд король франков (рипуарских ?) | Хлодебальд король франков (рипуарских ?) | Хлодебальд король франков (рипуарских ?) |                                         |                                         |                                         |                                         |                                         |                                         |                    |                    |                    |                    |  |  |                                        |                                        |                                        |                                        |                                        |                                        |  |  |  |  |  |  |  |  |  |  |  |  |  |  |  |  |  |  |  |  |  |  |  |  |  |  |  |  |  |  |  |  |
|         |         |         |         |         |         |  |  |                                                   |                                                   |                                                   |                                                   | Меровей († 457) король салических франков         | Меровей († 457) король салических франков         | Меровей († 457) король салических франков | Меровей († 457) король салических франков | Меровей († 457) король салических франков     | Меровей († 457) король салических франков     |                                               |                                               |                                               |                                               |  |  |                                                     |                                                     |                                                     |                                                     |                                                     |                                                     | Хлодебальд король франков (рипуарских ?) | Хлодебальд король франков (рипуарских ?) | Хлодебальд король франков (рипуарских ?) | Хлодебальд король франков (рипуарских ?) | Хлодебальд король франков (рипуарских ?) | Хлодебальд король франков (рипуарских ?) |                                         |                                         |                                         |                                         |                                         |                                         |                    |                    |                    |                    |  |  |                                        |                                        |                                        |                                        |                                        |                                        |  |  |  |  |  |  |  |  |  |  |  |  |  |  |  |  |  |  |  |  |  |  |  |  |  |  |  |  |  |  |  |  |
|         |         |         |         |         |         |  |  |                                                   |                                                   |                                                   |                                                   |                                                   |                                                   |                                           |                                           |                                               |                                               |                                               |                                               |                                               |                                               |  |  |                                                     |                                                     |                                                     |                                                     |                                                     |                                                     |                                          |                                          |                                          |                                          |                                          |                                          |                                         |                                         |                                         |                                         |                                         |                                         |                    |                    |                    |                    |  |  |                                        |                                        |                                        |                                        |                                        |                                        |  |  |  |  |  |  |  |  |  |  |  |  |  |  |  |  |  |  |  |  |  |  |  |  |  |  |  |  |  |  |  |  |
| Генниод | Генниод | Генниод | Генниод | Генниод | Генниод |  |  | Хильперик или Хильдеберт                          | Хильперик или Хильдеберт                          | Хильперик или Хильдеберт                          | Хильперик или Хильдеберт                          | Хильперик или Хильдеберт                          | Хильперик или Хильдеберт                          |                                           |                                           | Хильдерик I († 481) король салических франков | Хильдерик I († 481) король салических франков | Хильдерик I († 481) король салических франков | Хильдерик I († 481) король салических франков | Хильдерик I († 481) король салических франков | Хильдерик I († 481) король салических франков |  |  | Сигемер принц франков в 469 x (принцесса бургундов) | Сигемер принц франков в 469 x (принцесса бургундов) | Сигемер принц франков в 469 x (принцесса бургундов) | Сигемер принц франков в 469 x (принцесса бургундов) | Сигемер принц франков в 469 x (принцесса бургундов) | Сигемер принц франков в 469 x (принцесса бургундов) |                                          |                                          |                                          |                                          |                                          |                                          | Сигиберт Хромой († 507) король в Кёльне | Сигиберт Хромой († 507) король в Кёльне | Сигиберт Хромой († 507) король в Кёльне | Сигиберт Хромой († 507) король в Кёльне | Сигиберт Хромой († 507) король в Кёльне | Сигиберт Хромой († 507) король в Кёльне |                    |                    |                    |                    |  |  |                                        |                                        |                                        |                                        |                                        |                                        |  |  |  |  |  |  |  |  |  |  |  |  |  |  |  |  |  |  |  |  |  |  |  |  |  |  |  |  |  |  |  |  |
| Генниод | Генниод | Генниод | Генниод | Генниод | Генниод |  |  | Хильперик или Хильдеберт                          | Хильперик или Хильдеберт                          | Хильперик или Хильдеберт                          | Хильперик или Хильдеберт                          | Хильперик или Хильдеберт                          | Хильперик или Хильдеберт                          |                                           |                                           | Хильдерик I († 481) король салических франков | Хильдерик I († 481) король салических франков | Хильдерик I († 481) король салических франков | Хильдерик I († 481) король салических франков | Хильдерик I († 481) король салических франков | Хильдерик I († 481) король салических франков |  |  | Сигемер принц франков в 469 x (принцесса бургундов) | Сигемер принц франков в 469 x (принцесса бургундов) | Сигемер принц франков в 469 x (принцесса бургундов) | Сигемер принц франков в 469 x (принцесса бургундов) | Сигемер принц франков в 469 x (принцесса бургундов) | Сигемер принц франков в 469 x (принцесса бургундов) |                                          |                                          |                                          |                                          |                                          |                                          | Сигиберт Хромой († 507) король в Кёльне | Сигиберт Хромой († 507) король в Кёльне | Сигиберт Хромой († 507) король в Кёльне | Сигиберт Хромой († 507) король в Кёльне | Сигиберт Хромой († 507) король в Кёльне | Сигиберт Хромой († 507) король в Кёльне |                    |                    |                    |                    |  |  |                                        |                                        |                                        |                                        |                                        |                                        |  |  |  |  |  |  |  |  |  |  |  |  |  |  |  |  |  |  |  |  |  |  |  |  |  |  |  |  |  |  |  |  |
|         |         |         |         |         |         |  |  |                                                   |                                                   |                                                   |                                                   |                                                   |                                                   |                                           |                                           |                                               |                                               |                                               |                                               |                                               |                                               |  |  |                                                     |                                                     |                                                     |                                                     |                                                     |                                                     |                                          |                                          |                                          |                                          |                                          |                                          |                                         |                                         |                                         |                                         |                                         |                                         |                    |                    |                    |                    |  |  |                                        |                                        |                                        |                                        |                                        |                                        |  |  |  |  |  |  |  |  |  |  |  |  |  |  |  |  |  |  |  |  |  |  |  |  |  |  |  |  |  |  |  |  |
|         |         |         |         |         |         |  |  | Клотильда Бургундская († 545) принцесса бургундов | Клотильда Бургундская († 545) принцесса бургундов | Клотильда Бургундская († 545) принцесса бургундов | Клотильда Бургундская († 545) принцесса бургундов | Клотильда Бургундская († 545) принцесса бургундов | Клотильда Бургундская († 545) принцесса бургундов |                                           |                                           | Хлодвиг I († 511) король франков              | Хлодвиг I († 511) король франков              | Хлодвиг I († 511) король франков              | Хлодвиг I († 511) король франков              | Хлодвиг I († 511) король франков              | Хлодвиг I († 511) король франков              |  |  | ? (рипуарская принцесса)                            | ? (рипуарская принцесса)                            | ? (рипуарская принцесса)                            | ? (рипуарская принцесса)                            | ? (рипуарская принцесса)                            | ? (рипуарская принцесса)                            |                                          |                                          | Хлодерих († 508) король в Кёльне         | Хлодерих († 508) король в Кёльне         | Хлодерих († 508) король в Кёльне         | Хлодерих († 508) король в Кёльне         | Хлодерих († 508) король в Кёльне        | Хлодерих († 508) король в Кёльне        |                                         |                                         | Балдерих священник                      | Балдерих священник                      | Балдерих священник | Балдерих священник | Балдерих священник | Балдерих священник |  |  | святая Бева аббатиса Сен-Пьер в Реймсе | святая Бева аббатиса Сен-Пьер в Реймсе | святая Бева аббатиса Сен-Пьер в Реймсе | святая Бева аббатиса Сен-Пьер в Реймсе | святая Бева аббатиса Сен-Пьер в Реймсе | святая Бева аббатиса Сен-Пьер в Реймсе |  |  |  |  |  |  |  |  |  |  |  |  |  |  |  |  |  |  |  |  |  |  |  |  |  |  |  |  |  |  |  |  |
|         |         |         |         |         |         |  |  | Клотильда Бургундская († 545) принцесса бургундов | Клотильда Бургундская († 545) принцесса бургундов | Клотильда Бургундская († 545) принцесса бургундов | Клотильда Бургундская († 545) принцесса бургундов | Клотильда Бургундская († 545) принцесса бургундов | Клотильда Бургундская († 545) принцесса бургундов |                                           |                                           | Хлодвиг I († 511) король франков              | Хлодвиг I († 511) король франков              | Хлодвиг I († 511) король франков              | Хлодвиг I († 511) король франков              | Хлодвиг I († 511) король франков              | Хлодвиг I († 511) король франков              |  |  | ? (рипуарская принцесса)                            | ? (рипуарская принцесса)                            | ? (рипуарская принцесса)                            | ? (рипуарская принцесса)                            | ? (рипуарская принцесса)                            | ? (рипуарская принцесса)                            |                                          |                                          | Хлодерих († 508) король в Кёльне         | Хлодерих († 508) король в Кёльне         | Хлодерих († 508) король в Кёльне         | Хлодерих († 508) король в Кёльне         | Хлодерих († 508) король в Кёльне        | Хлодерих († 508) король в Кёльне        |                                         |                                         | Балдерих священник                      | Балдерих священник                      | Балдерих священник | Балдерих священник | Балдерих священник | Балдерих священник |  |  | святая Бева аббатиса Сен-Пьер в Реймсе | святая Бева аббатиса Сен-Пьер в Реймсе | святая Бева аббатиса Сен-Пьер в Реймсе | святая Бева аббатиса Сен-Пьер в Реймсе | святая Бева аббатиса Сен-Пьер в Реймсе | святая Бева аббатиса Сен-Пьер в Реймсе |  |  |  |  |  |  |  |  |  |  |  |  |  |  |  |  |  |  |  |  |  |  |  |  |  |  |  |  |  |  |  |  |